# Windhausen (Overath)
Windhausen ist ein Ortsteil von Marialinden in der Stadt Overath im Rheinisch-Bergischen Kreis in Nordrhein-Westfalen, Deutschland.

## Lage und Beschreibung
Der landwirtschaftlich geprägte  Weiler Windhausen befindet sich nördlich von Overath zwischen der Eulenthaler Straße (Kreisstraße 34) und   dem Naafbach, der  hier weitgehend die Grenze zum Rhein-Sieg-Kreis  bildet.   Zu den  Orten in der Nähe gehören Buschhoven, Viersbrücken, Halzemich, Kern, Eulenthal und Kulhoven. Naturräumlich  betrachtet gehört die Gegend zum Marialinder Riedelland.  Vor allem dessen Feuchtgebiete bieten Heimat für seltene  Tiere und Pflanzen.

## Geschichte
Die Topographia Ducatus Montani des Erich Philipp Ploennies, Blatt Amt Steinbach, belegt, dass der Wohnplatz bereits 1715  drei Hofstellen besaß, die als Wintesch beschriftet sind. Carl Friedrich von Wiebeking benennt die Hofschaft auf seiner Charte des Herzogthums Berg 1789 als Windhausen. Aus ihr geht hervor, dass der Ort zu dieser Zeit Teil der Honschaft Heiliger im Kirchspiel Overath war.
Der Ort ist auf der Topographischen Aufnahme der Rheinlande von 1817 als Windhausen verzeichnet. Die Preußische Uraufnahme von 1845 zeigt den Wohnplatz ebenfalls unter dem Namen Windhausen. Ab der Preußischen Neuaufnahme von 1892 ist der Ort auf Messtischblättern regelmäßig als Windhausen verzeichnet.
1822 lebten 21 Menschen im als Hof kategorisierten Ort, der nach dem Zusammenbruch der napoleonischen Administration und deren Ablösung zur Bürgermeisterei Overath im Kreis Mülheim am Rhein gehörte. Für das Jahr 1830 werden für den als Windhausen bezeichneten Ort 25 Einwohner angegeben. Der 1845 laut der Uebersicht des Regierungs-Bezirks Cöln als Hof kategorisierte Ort besaß zu dieser Zeit fünf Wohngebäude mit 35 Einwohnern, alle katholischen Bekenntnisses. Die Gemeinde- und Gutbezirksstatistik der Rheinprovinz führt Windhausen 1871 mit vier Wohnhäusern und 18 Einwohnern auf.
Die Liste  Einwohner und Viehstand  von 1848, nach der sich unter anderem  die Steuererhebung richtete, zählt in Winthaus 30 Bewohner, davon die Hälfte Kinder unter 16 Jahren. Sie nennt Namen und Berufe der Haushaltsvorstände. Vier sind als Ackerer verzeichnet: Joseph Dresbach, Johann Miebach, Heinrich Növer und Heinrich Scheurenhofer.  Ferner sind der  Zimmerer Johann Dresbach gelistet, der Tagelöhner  Adolph Schwirtheim – sowie ohne Gewerb der Wittib Paul Büscher, der mit dem behördlichen Zusatzvermerk arm  gekennzeichnet ist.
Im Gemeindelexikon für die Provinz Rheinland von 1888 werden für Windhausen vier Wohnhäuser mit zehn Einwohnern angegeben. 1895 besitzt der Ort drei Wohnhäuser mit zwölf Einwohnern, 1905 werden zwei Wohnhäuser und 15 Einwohner angegeben.